# Cactus (film, 1986)
Pour les articles homonymes, voir Cactus (homonymie).
Pour plus de détails, voir Fiche technique et Distribution.
Cactus est un film australien réalisé par Paul Cox, sorti en 1986.

## Fiche technique
- Titre français : Cactus
- Réalisation : Paul Cox
- Scénario : Paul Cox, Bob Ellis, Norman Kaye et Morris Lurie
- Photographie : Yuri Sokol
- Pays d'origine : Australie
- Genre : drame
- Date de sortie : 1986

## Distribution
- Isabelle Huppert : Colo
- Robert Menzies : Robert
- Norman Kaye : Tom
- Monica Maughan : Bea